# Sofia kyrka
För andra betydelser, se Sofia kyrka (olika betydelser).
Sofia kyrka är en församlingskyrka i Sofia församling i Stockholms stift. Den är belägen på Södermalm i Stockholm.

## Kyrkobyggnaden

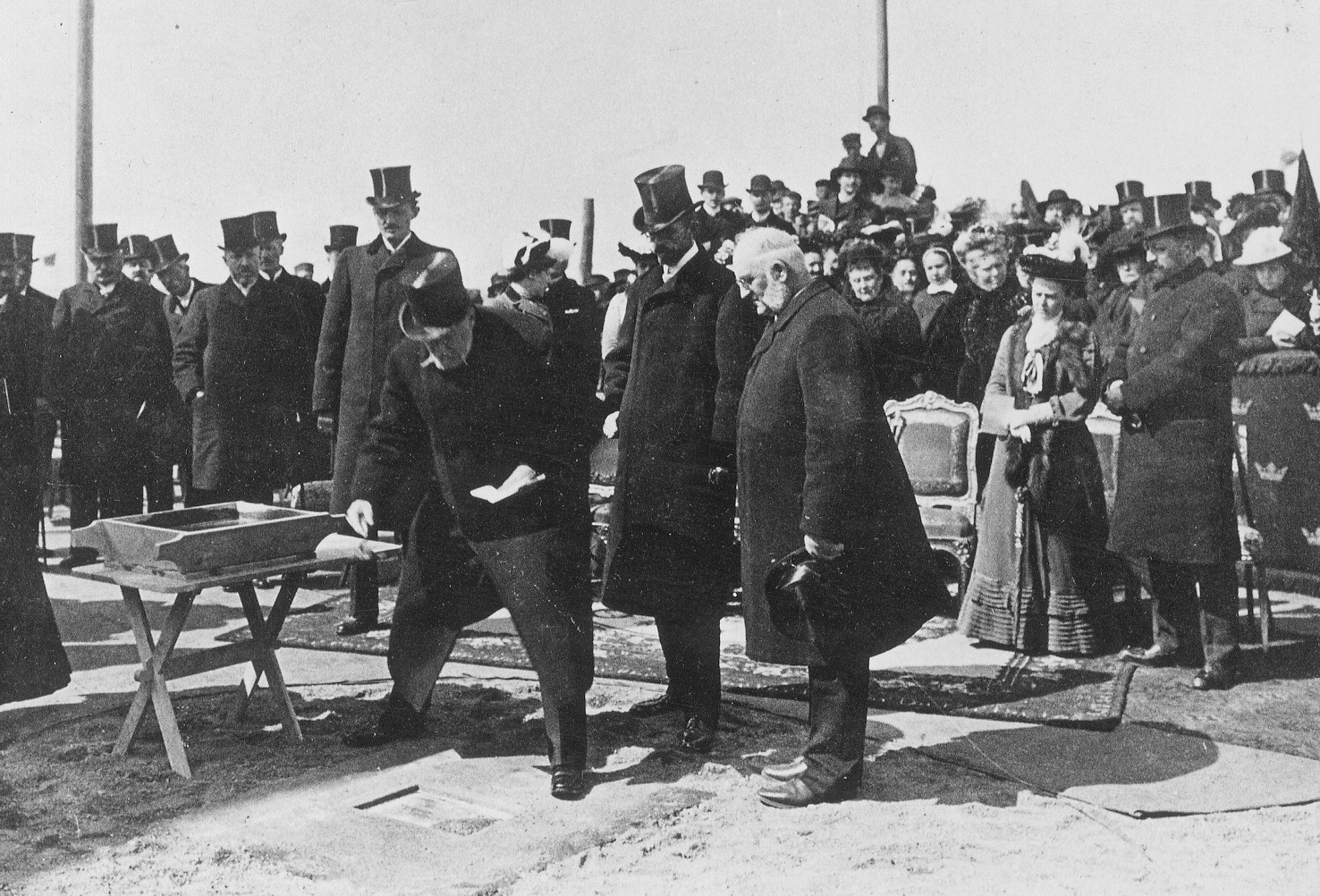
Grundstensläggning genom Oscar II, den 15 maj 1903.

Kyrkan ritades av arkitekten Gustaf Hermansson efter en arkitekttävling 1899 och uppfördes i rhenländsk övergångsromanik. Bygget inleddes år 1902 på den högsta punkten av Vita bergen, 46 meter över havet. Grundstenen lades den 15 maj 1903 av kung Oscar II. Fyra år senare invigdes kyrkan, som är uppkallad efter Oscar II:s gemål drottning Sofia. Den hade då helt och hållet bekostats av Katarina församling, utan extra skatter, främst genom försäljning av mark till Stockholms stad till gator i området.
Till sin form är Sofia kyrka en centralkyrka från vilken fyra lika långa korsarmar sträcker sig ut. I östra korsarmen ligger koret och i västra korsarmen finns huvudingången. Murarna är utförda i ljusröd granit med inslag av mörkare sandsten. Den kopparklädda spiran är en stålkonstruktion som omges av flera småtorn. Väggmålningar och glasmålningar utfördes av Olle Hjortzberg. Tornuret är tillverkat av Linderoths urfabrik vid Drottninggatan 28. När kyrkan var ny blev byggnaden kritiserad för att kopiera tyska förebilder.
Åren 1948 till 1951 restaurerades kyrkans interiör under ledning av Lars Israel Wahlman, arkitekten bakom bland annat Engelbrektskyrkan. I samband med det försvann Olle Hjortzbergs väggmålningar, medan glasmålningarna lämnades intakta. Väggmålningen i koret med motiv från bland annat bibelordet "Då skola de smida sina svärd till plogbillar och sina spjut till vingårdsknivar" är utförd av Hilding Linnqvist 1949–1950. Under andra halvan av år 2012 utfördes en omfattande renovering av kyrkan.

## Inventarier
- Dopfunten är av sandsten är samtida med kyrkan. Funten har huggen dekor i form av rosor och en inskription.
- Predikstolen tillkom vid renoveringen 1948–1951.
- I tornet hänger tre kyrkklockor gjutna av Johan A. Beckman & Co. Största klockan är gjuten 1904, medan övriga två är gjutna 1906. Slagtonerna är (från största till minsta) ciss1-f1-g1.

## Orglar
- Kyrkans första orgel byggdes 1906 av Johannes Magnusson, Göteborg med 24 stämmor, manualer  och pedal. 1951 flyttades vissa delar av orgeln till Mikaelskapellet medan de övriga återanvändes i den nybyggda orgeln.[4]

- 1951 byggde A Magnussons Orgelbyggeri AB, Göteborg en elektropneumatisk orgel. En stor del av orgeln från 1906 ingick i orgeln.[4] Fasaden ritades av Lars Israel Wahlman.[källa behövs]

| Huvudverk I C-a3 | Svällverk II C-a3           | Svällverk III C-a3  | Pedal C-f1                 | Koppel      | Övrigt               |
| Borduna 16'      | Principal 8'                | Gedackt 16'         | Subbas 16'                 | I/P         | 4 fria kombinationer |
| Principal 8'     | Flüte harmonique 8'         | Rörflöjt 8'         | Violon 16'                 | II/P        | Registersvällare     |
| Borduna 8'       | Kvintadena 8'               | Vox retusa 8'       | Ekobas 16' (transmitterad) | III/P       |                      |
| Gamba 8'         | Dolce 8'                    | Salicional 8'       | Oktavbas 8'                | II/I        |                      |
| Oktava 4'        | Gemshorn 4'                 | Voix celeste 8'     | Borduna 8'                 | III/I       |                      |
| Spetsflöjt 4'    | Täckflöjt 4'                | Principal 4'        | Koralbas 4'                | III/II      |                      |
| Kvinta 2 2/3'    | Spetskvint 2 2/3'           | Flûte octaviante 4' | Mixtur 4 chor              | I 4'/I      |                      |
| Oktava 2'        | Nachthorn 2'                | Nazard 2 2/3'       | Basun 16'                  | III 16'/I   |                      |
| Kornett 3 chor   | Scharf 3 chor               | Waldflöjt 2'        | Trumpet 8'                 | III 16'/II  |                      |
| Mixtur 5 chor    | Krumhorn 8'                 | Ters 1 3/5'         | Clairon 4'                 | III 4'/II   |                      |
| Trumpet 16'      | Tremulant (för Krumhorn 8') | Larigot 1 1/3'      |                            | III 16'/III |                      |
| Trumpet 8'       | Crescendosvällare           | Mixtur 4 chor       |                            | III 4'/III  |                      |
|                  |                             | Oboe 8'             |                            |             |                      |
|                  |                             | Regal 4'            |                            |             |                      |
|                  |                             | Tremulant           |                            |             |                      |
|                  |                             | Crescendosvällare   |                            |             |                      |

- 2012–2013 byggdes orgeln om och utökades av den engelska firman Nicholson & Co. Den har nu 56 stämmor fördelade på tre manualer och pedal.[källa behövs]

### Kororgel
Den mekaniska kororgeln med fyra stämmor byggdes 1975 av Åkerman & Lund Orgelbyggeri AB, Knivsta.
| Manual        | Pedal        |
| Bourdon 8'    | Bihangspedal |
| Coppula 4'    |              |
| Principal 2'  |              |
| Quinta 1 1/3' |              |

## Bilder

### Exteriör

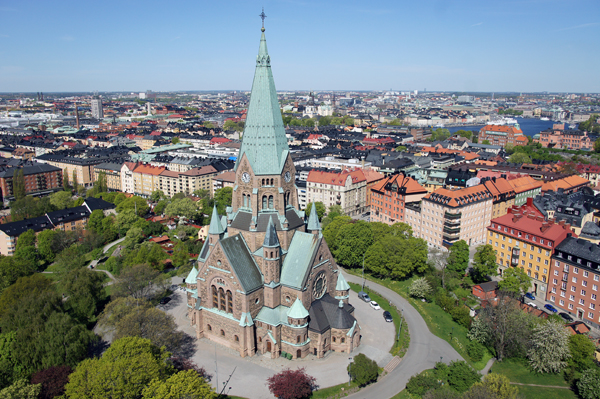
Flygfoto över Sofia kyrka 2014.
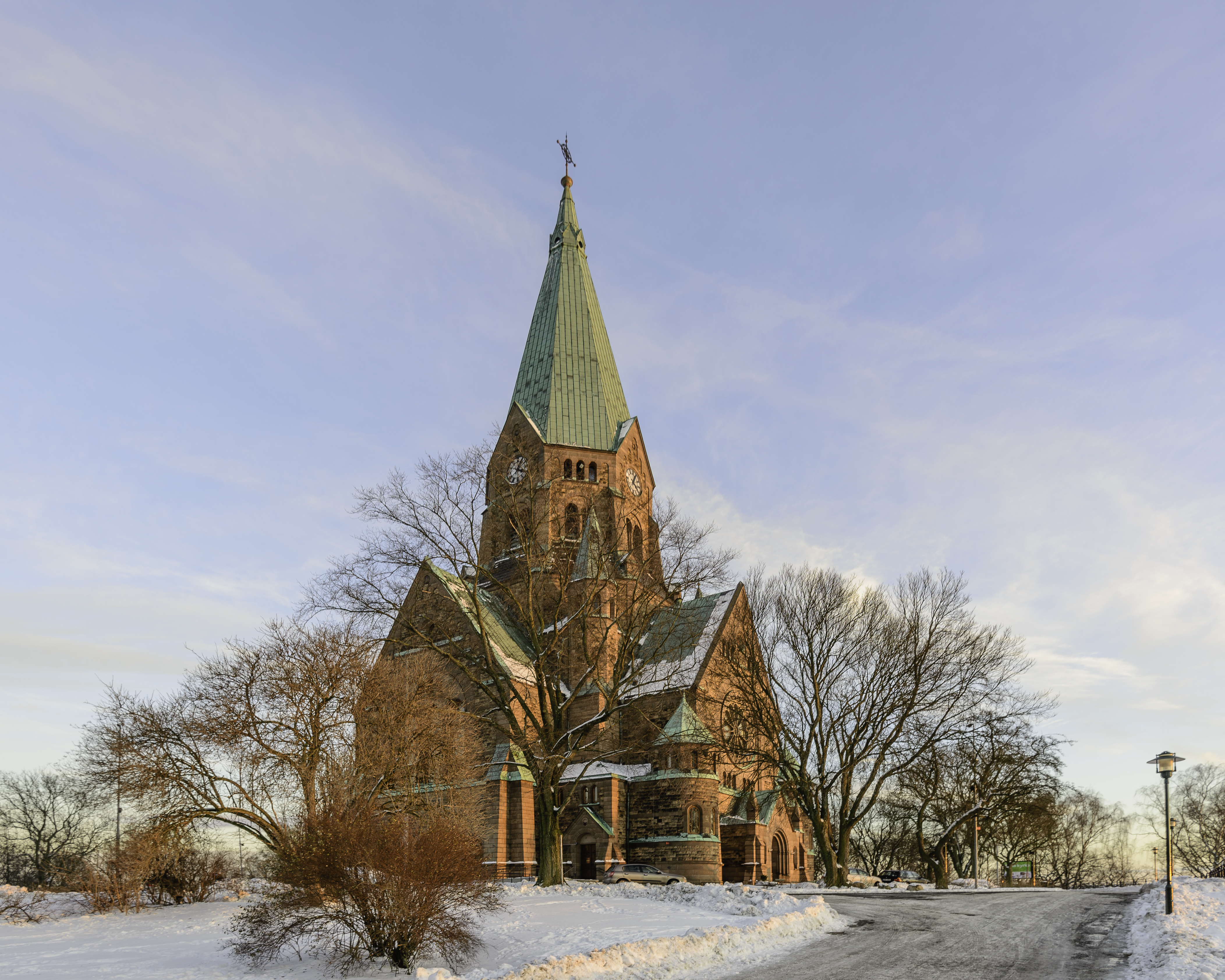
Kyrkan i februari 2015.
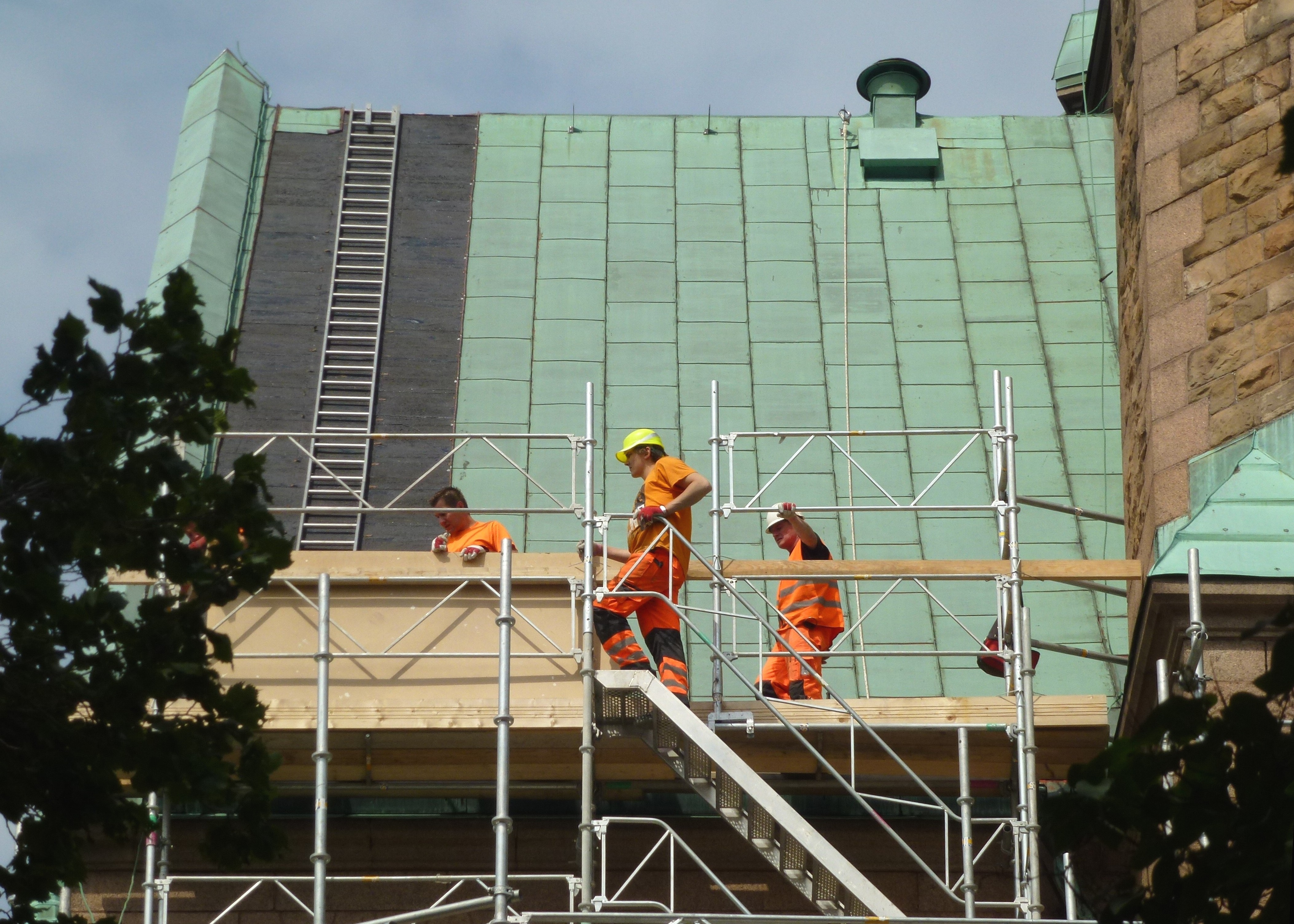
Sofia kyrka under renovering, 2012.
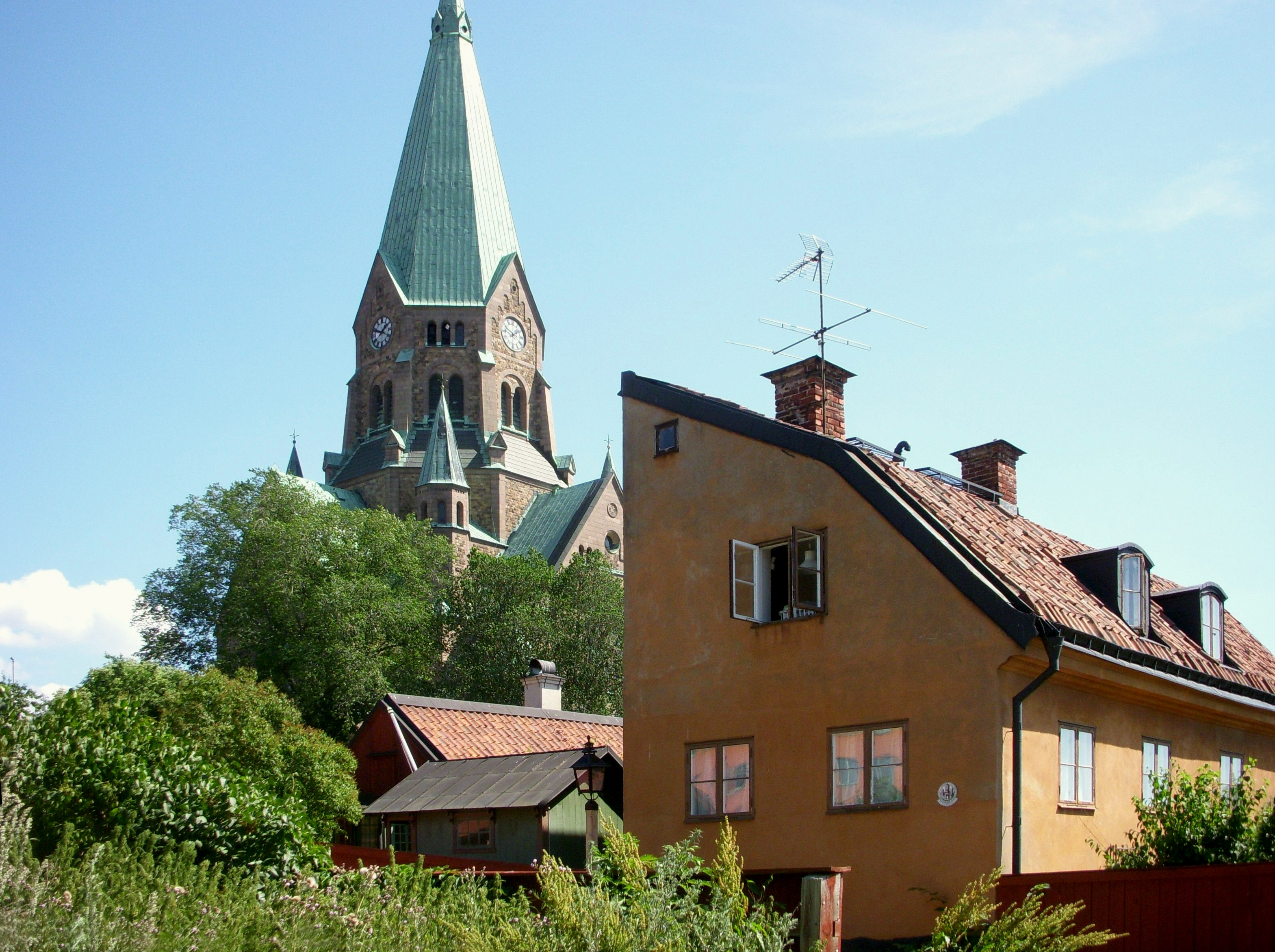
Kyrkan sedd från Bergsprängargränd, 2010.

### Interiör

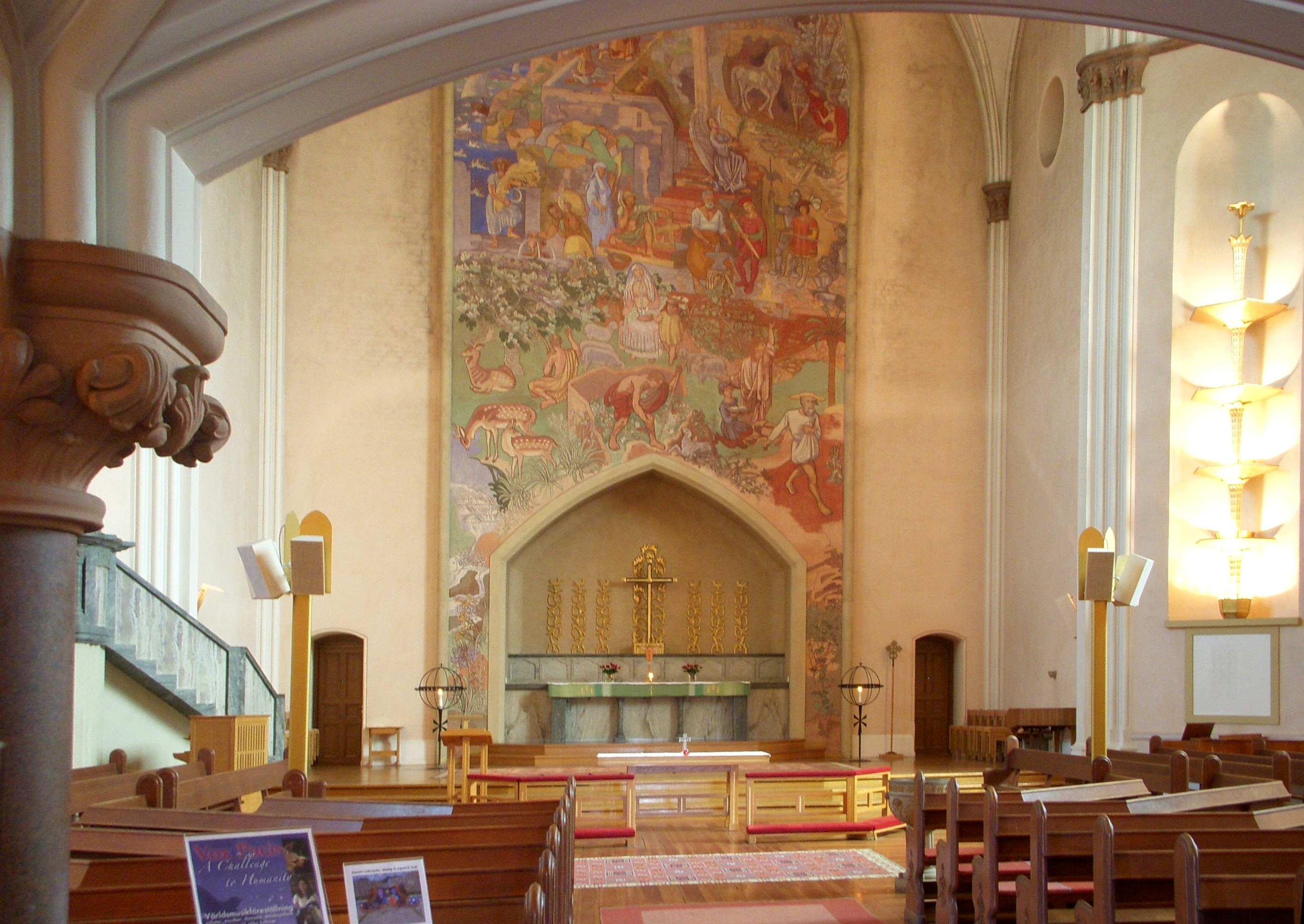
Altargången och predikstolen.
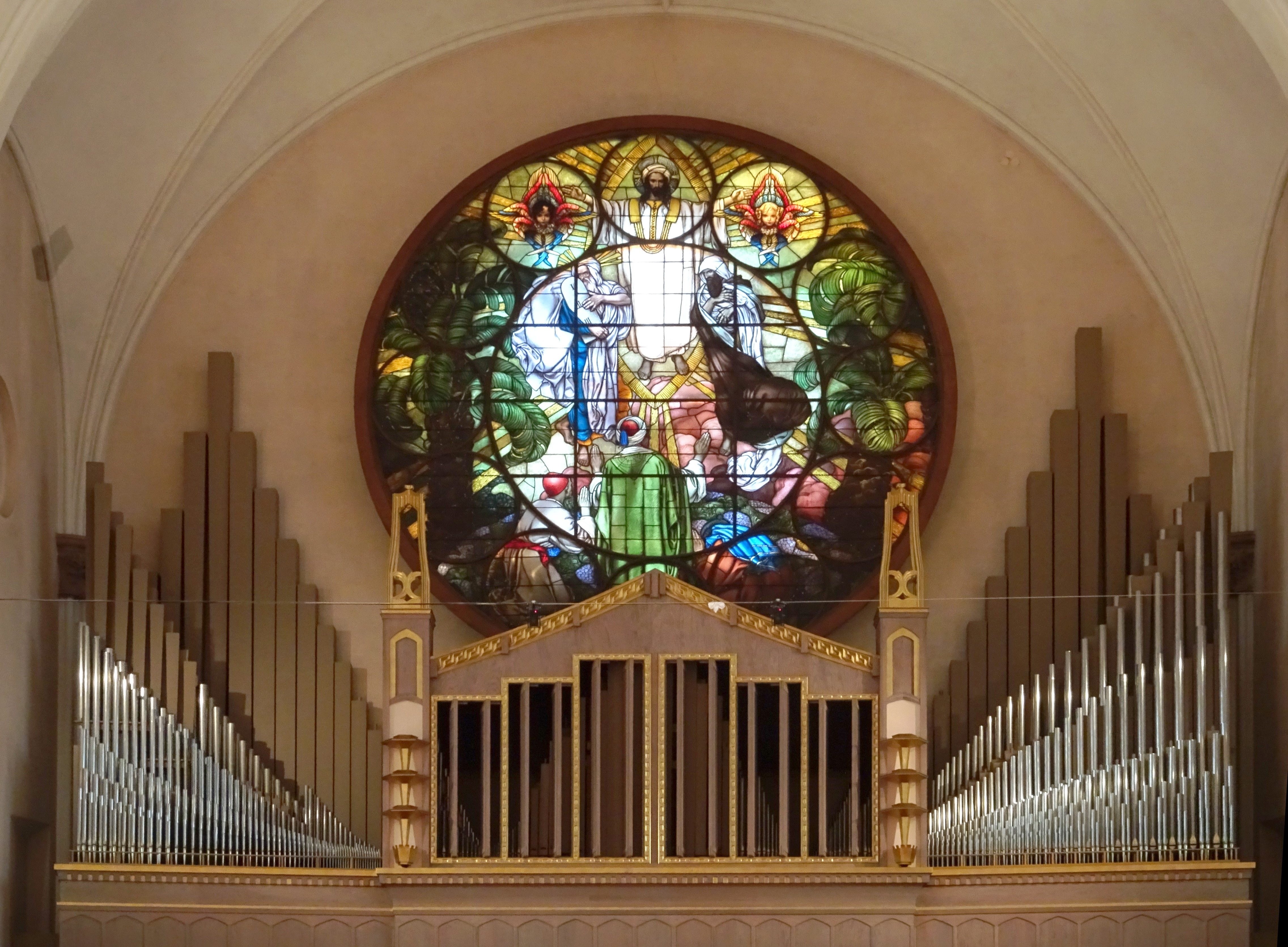
Orgelläktaren med Hjortzbergs glasmålning.
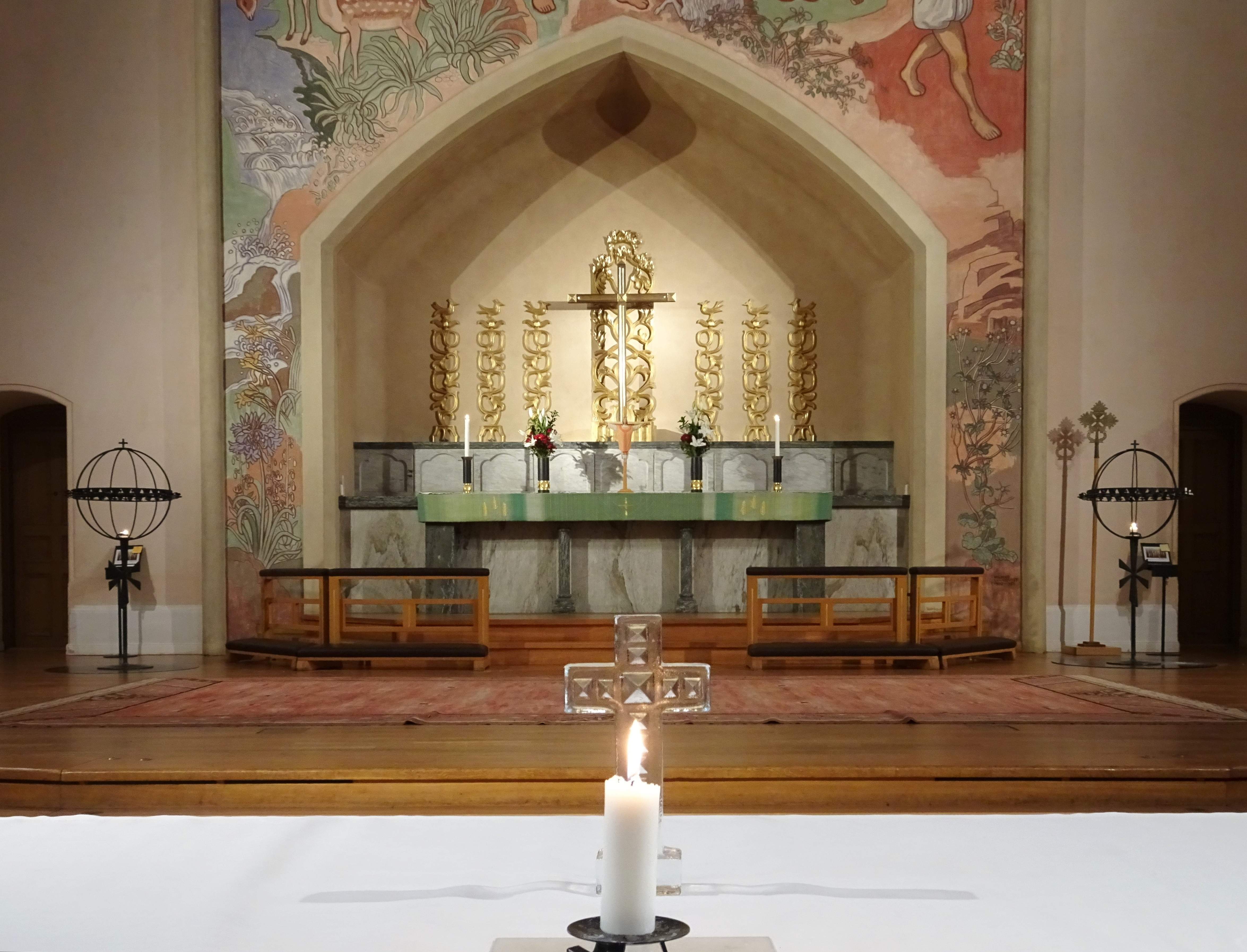
Altaret.
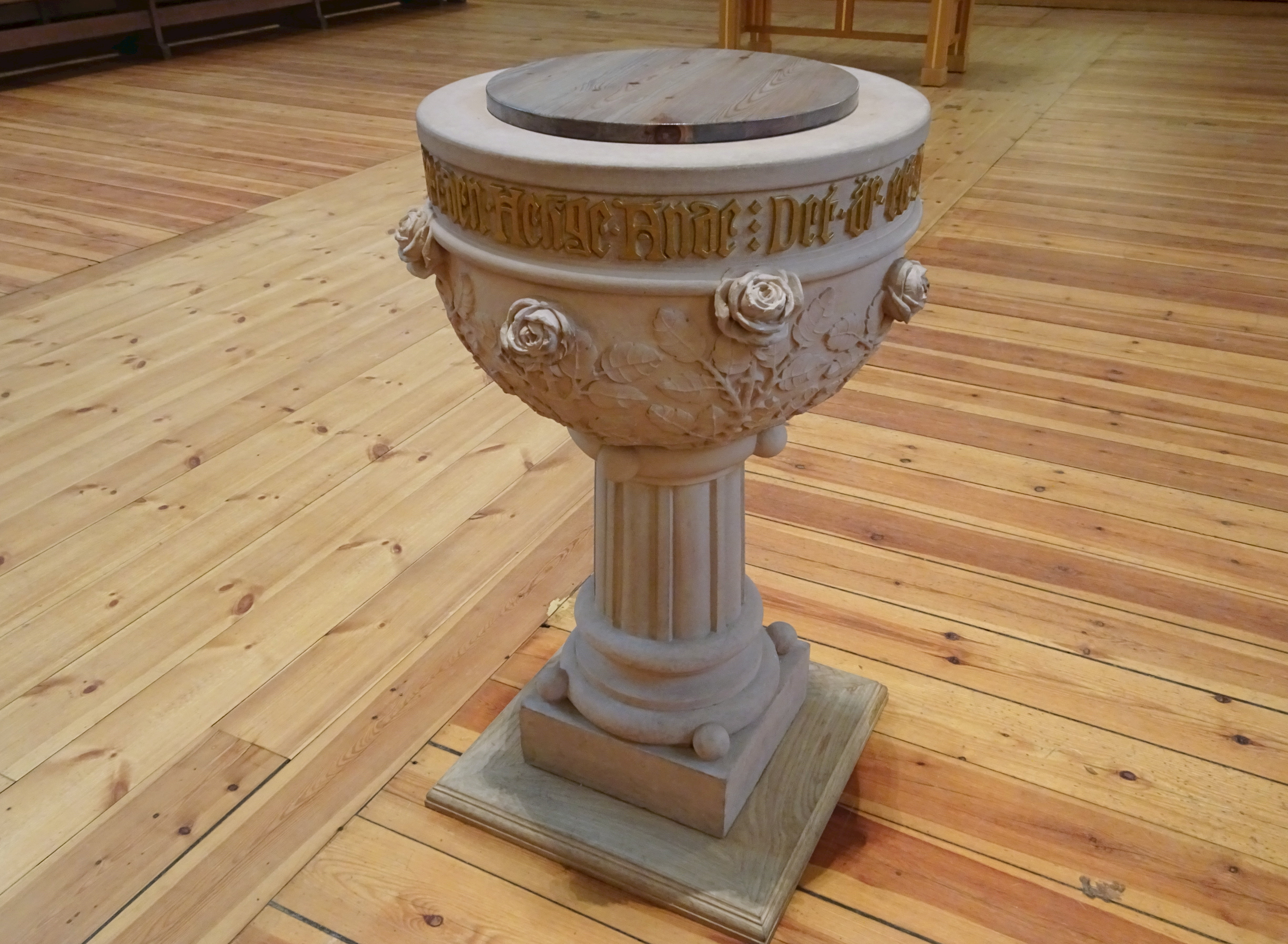
Dopfunten.